# Hop Harrigan
Pour plus de détails, voir Fiche technique et Distribution.
Hop Harrigan est un serial américain en quinze chapitres réalisé par Derwin Abrahams, sorti en 1946.

## Synopsis
Hop Harrigan et son partenaire Tank Tinker sont deux pilotes d'avion engagés pour conduire le docteur Tabor à un laboratoire secret. Mais leur avion est endommagé par un rayon destructeur et Tabor est enlevé. Harrigan et Tank, aidés par Geil Nolan et son frère Jackie, partent à sa recherche.

## Fiche technique
- Titre original : Hop Harrigan
- Réalisation : Derwin Abrahams
- Pays de production : États-Unis
- Format : Noir et blanc - 1,37:1 - Mono - 35 mm
- Genre : action, aventure, drame
- Durée : ? (15 chapitres)
- Date de sortie :
  - États-Unis : 28 mars 1946

## Distribution
- William Bakewell : Hop Harrigan
- Jennifer Holt : Gail Nolan
- Robert "Buzz" Henry : Jackie Nolan
- Sumner Getchell : Tank Tinker
- Emmett Vogan : J. Westly Arnold
- John Merton : le docteur Tabor
- Wheeler Oakman : Alex Ballard
- Ernie Adams : Retner

## Chapitres
1. A Mad Mission
2. The Secret Ray
3. The Mystery Plane
4. Plunging Peril
5. Betrayed by a Madman
6. A Flaming Trap
7. One Chance for Life
8. White Fumes of Fate
9. Dr. Tobor's Revenge
10. Juggernaut of Fate
11. Flying to Oblivion
12. Lost in the Skies
13. No Escape
14. The Chute that Failed
15. The Fate of the World

Source :